# Rásonysápberencs
Rásonysápberencs là một thị trấn thuộc hạt Borsod-Abaúj-Zemplén, Hungary. Thị trấn này có diện tích 9,16 km², dân số năm 2010 là 583 người, mật độ 64 người/km².